# Wühr (Familienname)
Wühr ist ein deutscher Familienname. 

## Bedeutung
Wohnstättenname mit der Bedeutung: ‚Der am Wehr (mhd. wuor, wüer) Wohnende‘. Der Name ist überwiegend in Bayern mit Schwerpunkt im Landkreis Regen vertreten. 
Varianten:
- Wöhr (Landkreis Böblingen)
- Wöhrer (Landkreis Rosenheim)
- Wührer (Landkreis Freyung-Grafenau)
- Wuhrer (Zollernalbkreis)

## Namensträger
- Hans Wühr (1891–1982), aus Siebenbürgen stammender deutscher Kunsthistoriker und Autor
- Hans Michael Wühr (1942–1981), deutscher Maler und Künstler der Art Brut
- Inge Poppe-Wühr (1944–2021), deutsche Buchhändlerin
- Ludwig Wühr (1907–1998), deutscher Schauspieler
- Paul Wühr (1927–2016), deutscher Schriftsteller
- Sieglinde Wühr, Schauspielerin
- Wilhelm Wühr (1905–1950), deutscher Historiker